# Chedgrave
Chedgrave es un pequeño pueblo en la margen izquierda del río Chet en el condado de Norfolk, en el distrito del sur de Norfolk en Inglaterra. Se extiende sobre un área de 3.52 kilómetros cuadrados y tiene una población de 985 habitantes en 430 hogares según datos del censo del 2001. En el censo del 2011 la población aumentó a 1051 habitantes.
El pueblo es conocido por ser unas de las puertas al parque The Broads reconocido por su vida salvaje. 

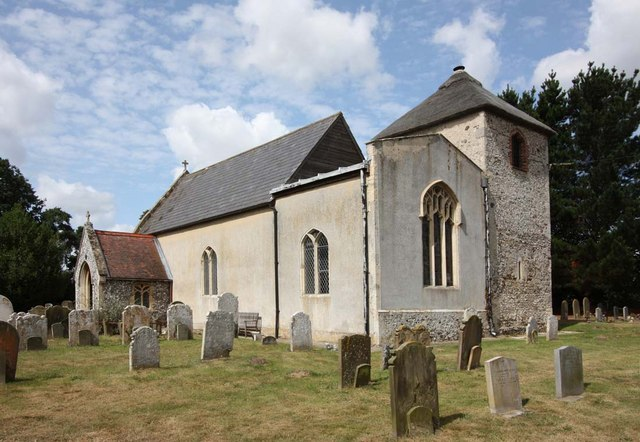
Iglesia de Todos los Santos en Chedgrave

## Política
Chedgrave forma parte del distrito electoral denominado Chedgrave y Thurton. Cuenta con una población de 2713 habitantes según datos del censo del 2011.